# Francesco Ciapparelli
Francesco Ciapparelli (fl. XX secolo) è stato un calciatore italiano, di ruolo centrocampista.

## Carriera
Con il Legnano disputa 6 gare nel campionato di Prima Divisione 1925-1926.
Ceduto alla Rescaldinese, nel 1927-1928 milita nella Bernocchi Legnano.